# Pseudotremia nefanda
Pseudotremia nefanda är en mångfotingart som beskrevs av Shear 1972. Pseudotremia nefanda ingår i släktet Pseudotremia och familjen Cleidogonidae. Inga underarter finns listade i Catalogue of Life.